# نجلا ناظر
نجلا ناظر (انگلیسی: Necla Nazır؛ زادهٔ ۱۶ آوریل ۱۹۵۶) بازیگر، خوانندگی اهل ترکیه است. وی بین سال‌های ۱۹۷۳ تا ۲۰۰۸ میلادی فعالیت می‌کرد.
از فیلم‌ها یا برنامه‌های تلویزیونی که وی در آن نقش داشته‌است می‌توان به خانه کوچک، قربانی، و سه دلباخته اشاره کرد.